# Plan Gertrud
Plan Gertrud was de codenaam voor de mogelijke inval in Turkije door de asmogendheden tijdens de Tweede Wereldoorlog.

## Geschiedenis
Hitler was naarmate de oorlog vorderde en de Duitse greep op Europa afnam, bang dat Turkije zich zou aansluiten bij de geallieerden. Er bestond dan het gevaar dat de olievelden in het Midden-Oosten onbereikbaar zouden worden. Als reactie hierop ontwierp Hitler in 1943 een plan dat de invasie van Turkije omhelsde. Onder de codenaam "Gertrud" zouden Duitse troepen samen met Bulgaarse legers de grens bij Edirne en Kırklareli oversteken. Ze zouden daarna snel de stad Istanboel moeten veroveren, om zo Turkije tot een overgave te dwingen. Doordat Turkije zich pas op 23 februari 1945 aansloot bij de geallieerden en de Duitse legers toen al ver teruggetrokken waren, werd Plan Gertrud nooit uitgevoerd.